# Dracula robledorum
Dracula robledorum là một loài thực vật có hoa trong họ Lan. Loài này được (P.Ortiz) Luer & R.Escobar mô tả khoa học đầu tiên năm 1978.